# Reformierte Kirche Lohn GR

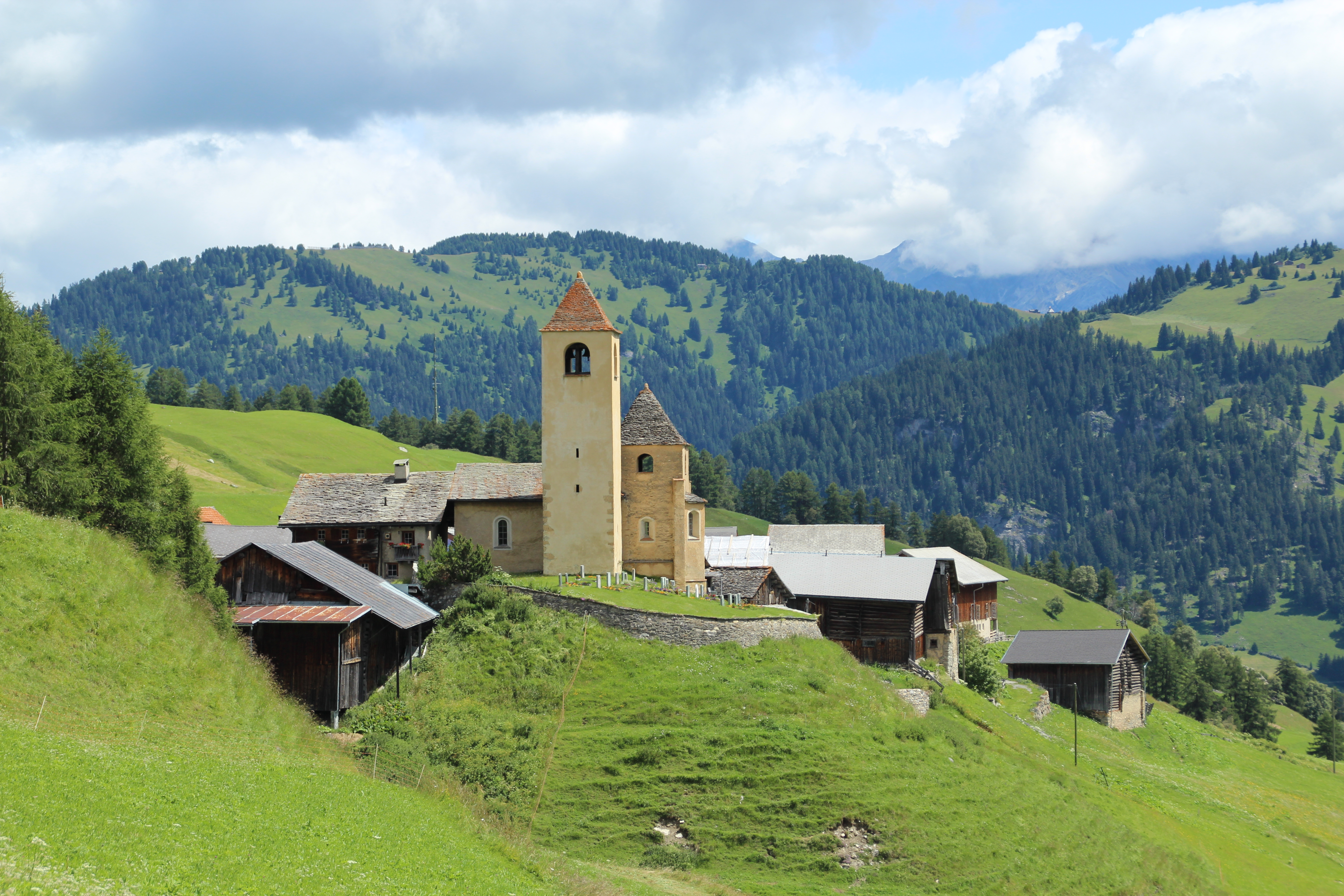
Die asymmetrische Komposition von Kirchturm, Kirchenschiff und Chor mit aufgesetztem zusätzlichem Turm

Die reformierte Kirche in Lohn in der Gemeinde Muntogna da Schons im Kanton Graubünden ist ein denkmalgeschütztes evangelisch-reformiertes Gotteshaus.

## Geschichte und Ausstattung

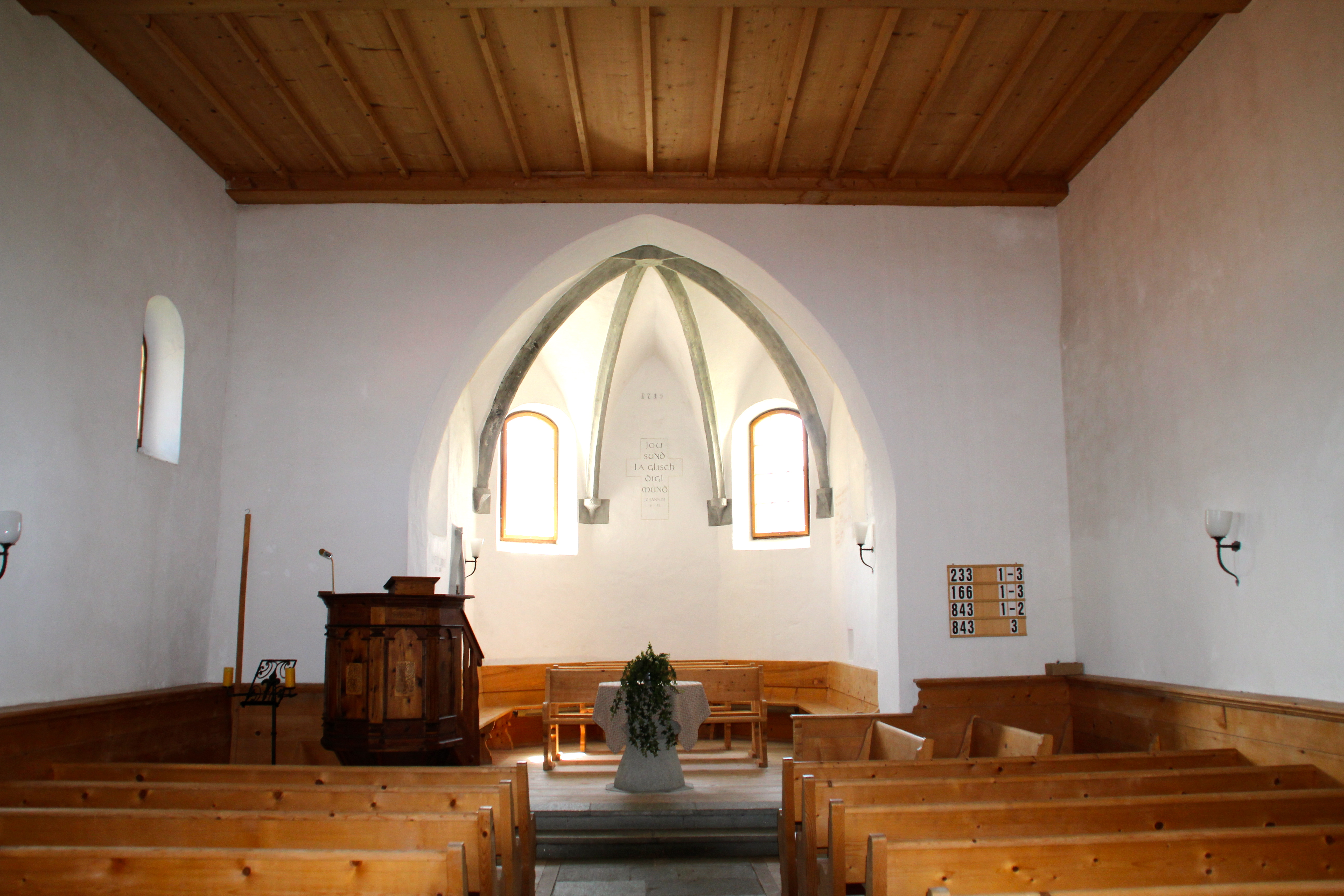
Innenraum

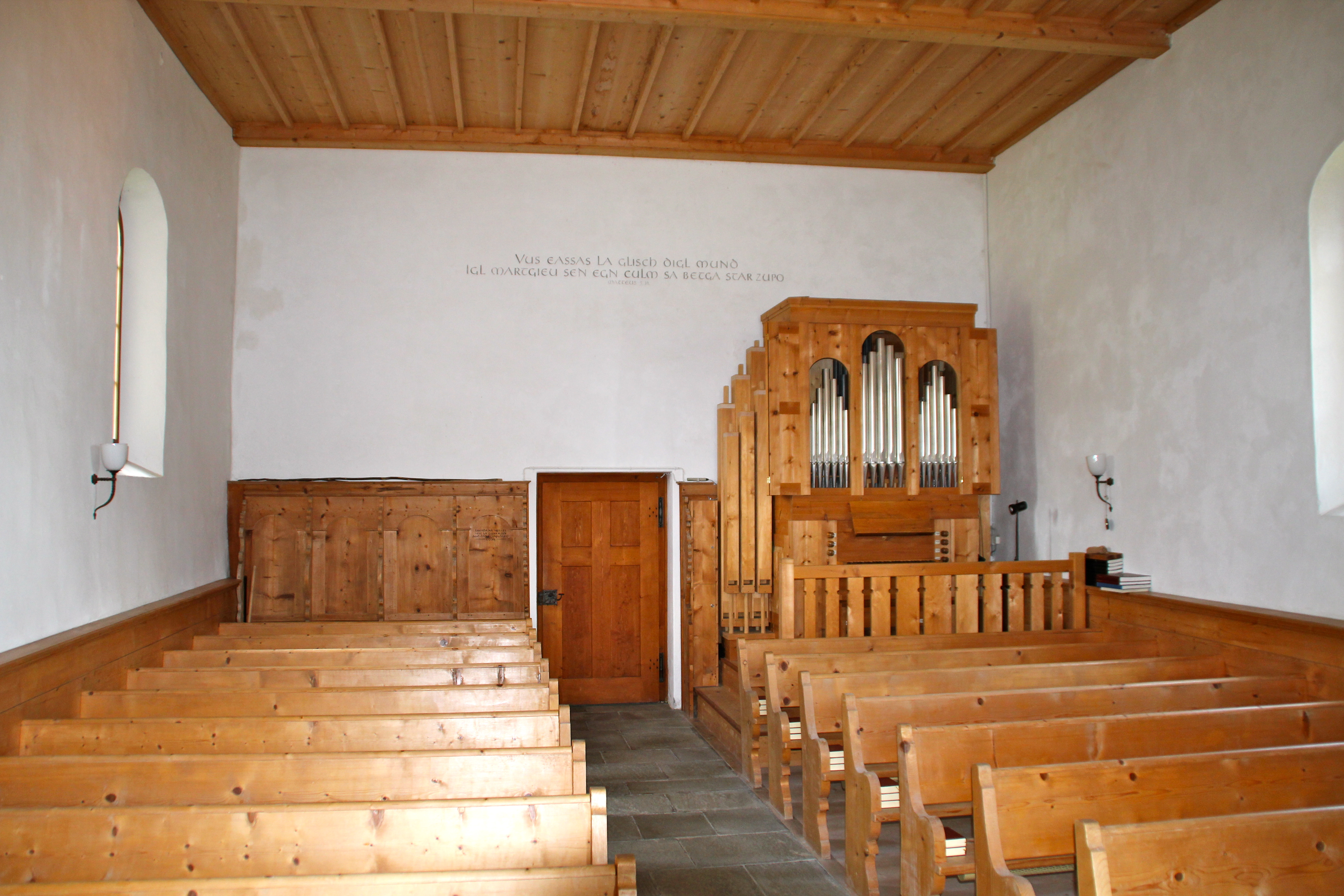
Blick zum Eingang

Der spätgotische Bau unter dem Patrozinium Mariens wird datiert auf die vorreformatorische Zeit von 1460 bis 1500, als er eine 1954 nachgewiesene romanische Vorgängerkirche mit runder Apsis ersetzte.
Die Lohner Kirche wurde 1719, 1832 und letztmals 1953–54 renoviert. 
Die Kirche in Lohn ist ein Unikum wegen ihrer zwei stilistisch nicht zueinander passenden Türme: ein Glockenturm mit Glocken aus dem 14. und 15. Jahrhundert steht an der Südseite der Fassade neben einem kleineren Turm auf dem Chor.
Im flachgedeckten Kirchenschiff finden sich ein Wandtabernakel und ein bei der letzten Renovierung von Grund auf restaurierter Taufstein in Form einer Halbkugel. Die Kanzel datiert auf das Jahr 1837. Die einmanualige Orgel mit 8 Registern wurde 1994 anstelle eines Harmoniums von Orgelbauer Arno Caluori eingebaut.
Wandmalereien des Waltensburger Meisters kamen 1953/54 im Rahmen von Forschungsarbeiten zum Vorschein, wurden aber teils aus Unachtsamkeit, teils aus reformierter Skepsis gegenüber Bildern in Kirchen (Bilderverbot) wieder gänzlich zugedeckt, so dass heute nichts mehr auf ihre Existenz hinweist.

## Kirchliche Organisation
Lohn gehört mit Zillis und den anderen Dörfern am Schamserberg zur Kirchgemeinde Zillis/Schamserberg in der evangelisch-reformierten Landeskirche Graubünden.

## Galerie

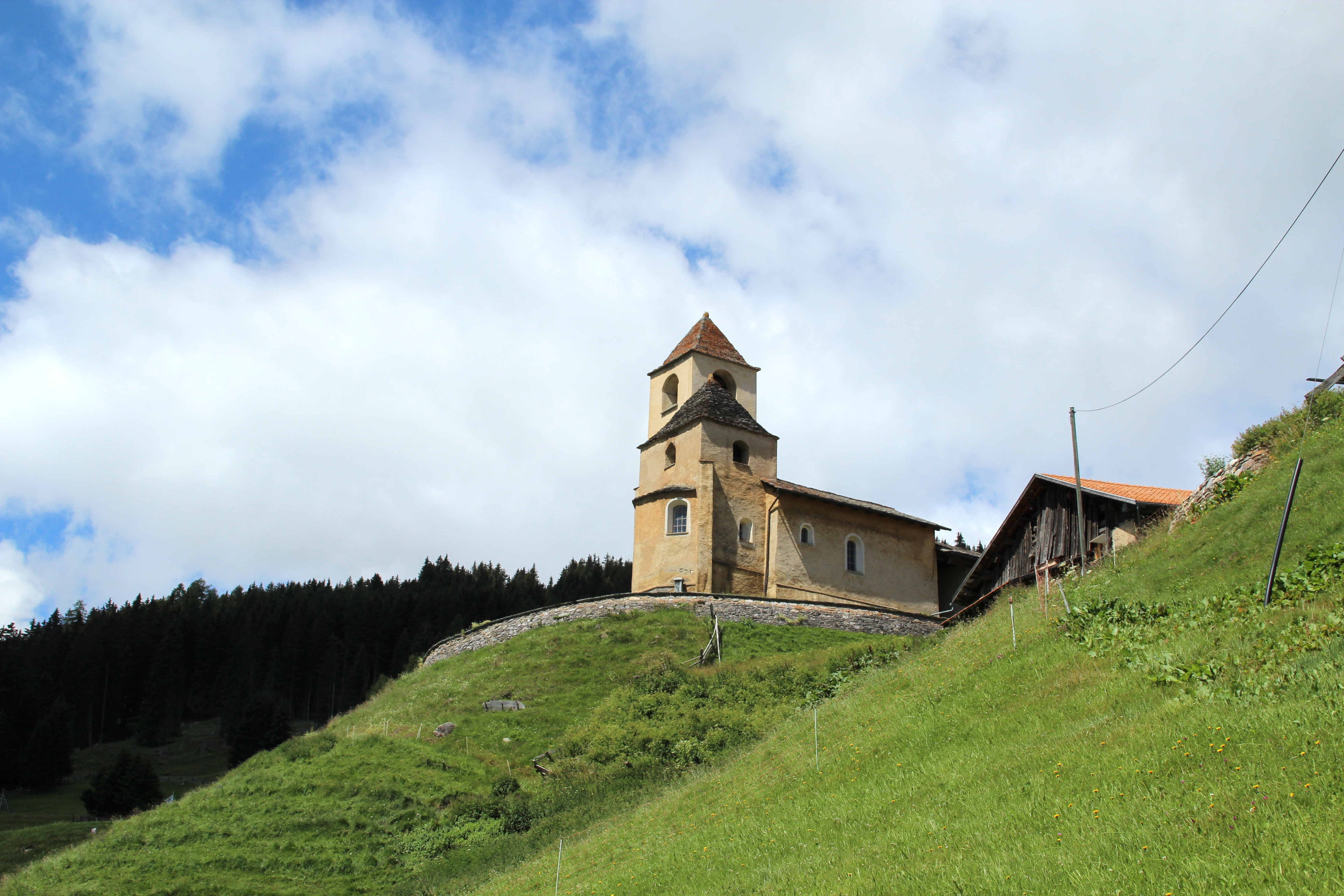
Die reformierte Kirche an exponierter Lage am Schamserberg
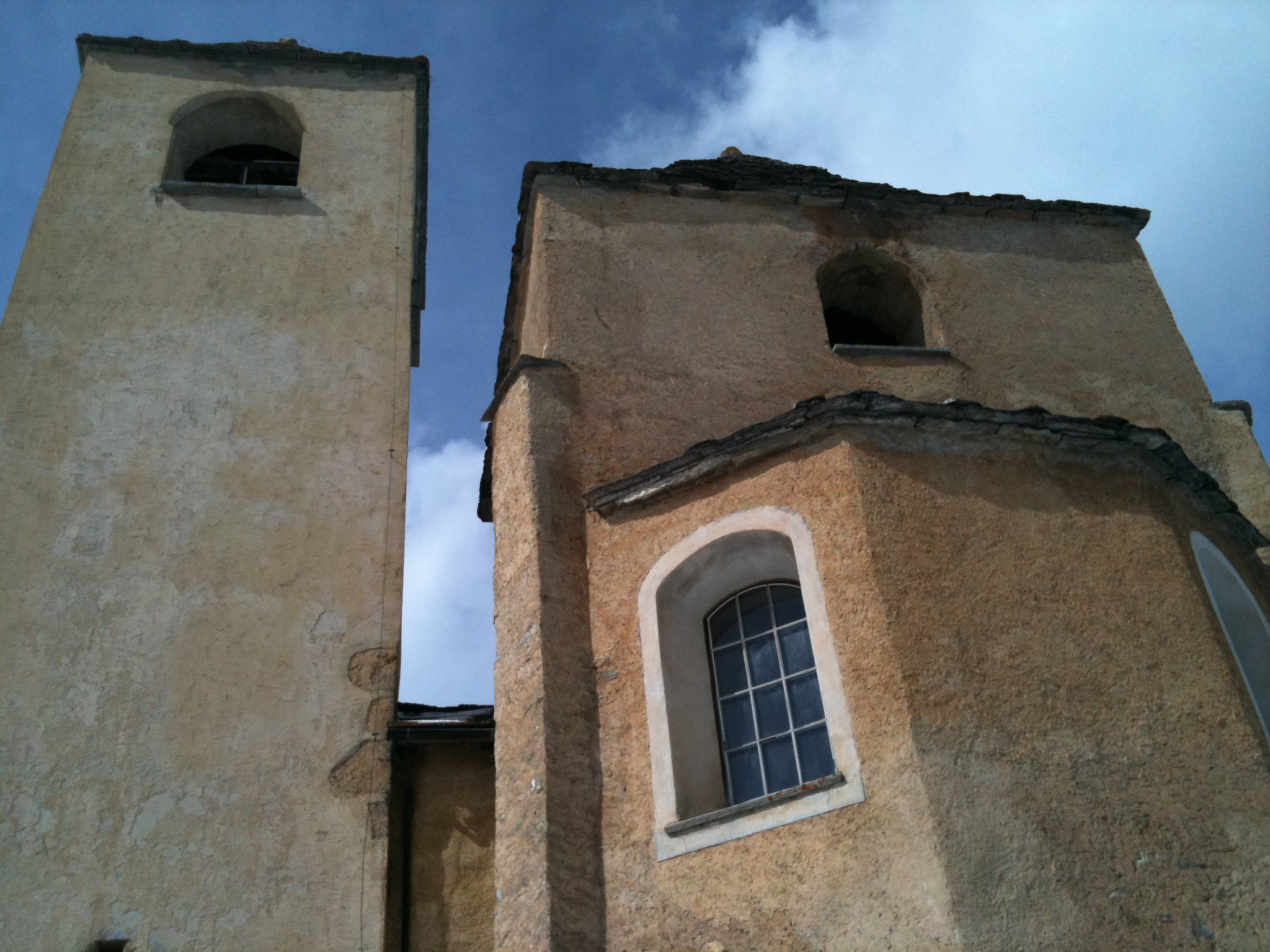
Die beiden Türme
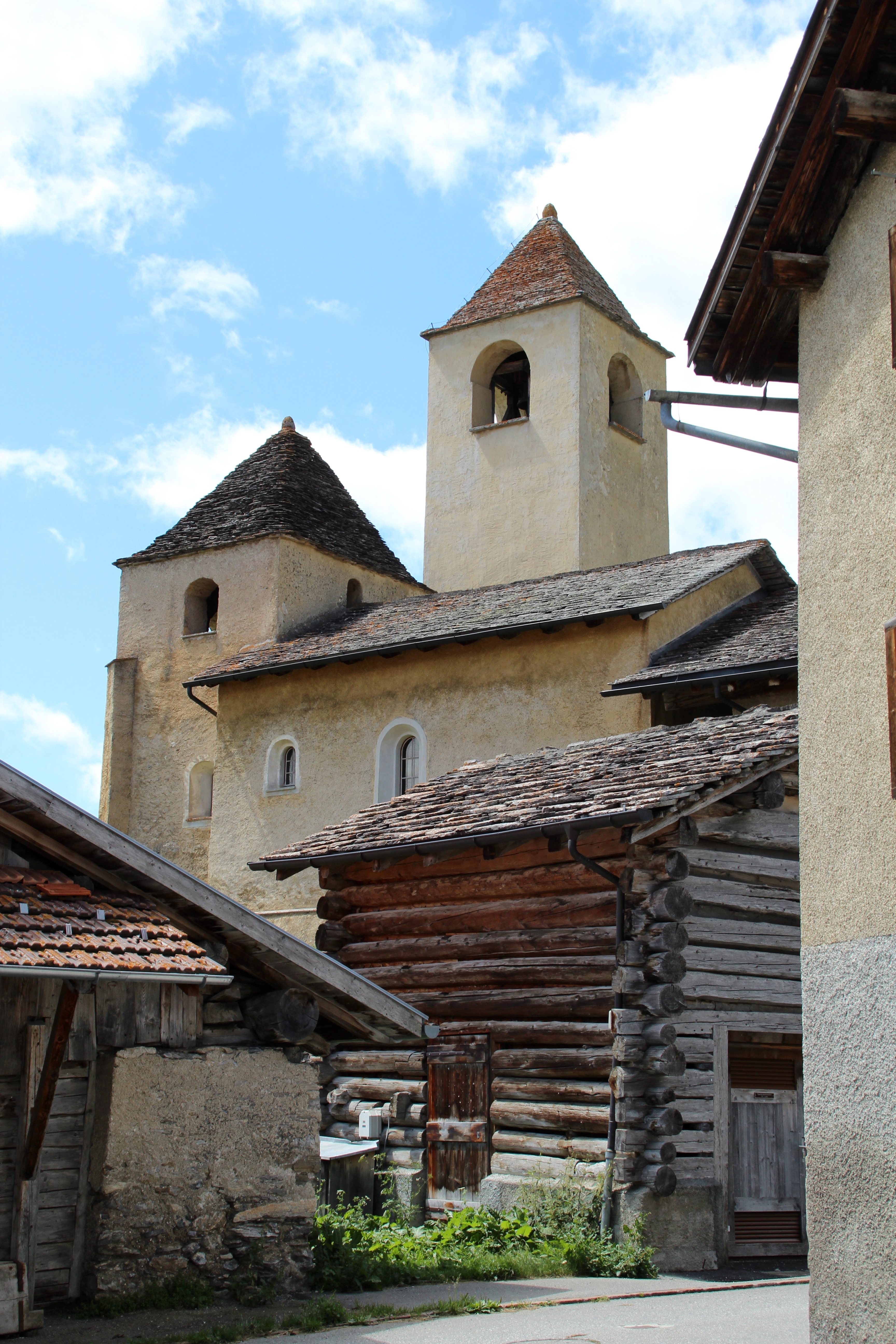
Ansicht aus dem Dorf
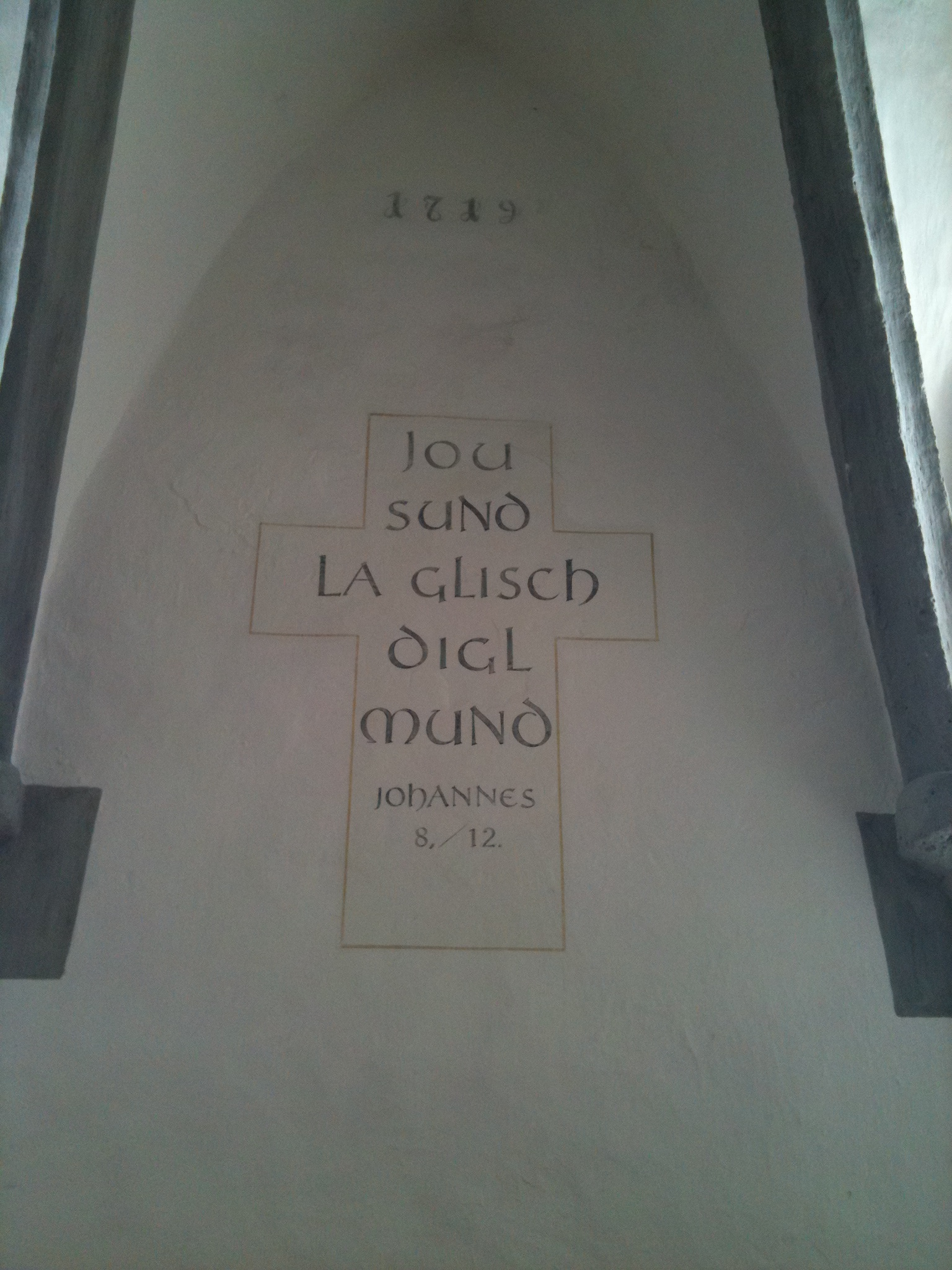
Biblischer Wandspruch auf Sutsilvan im Chor, das Jesuswort «Ich bin das Licht der Welt»
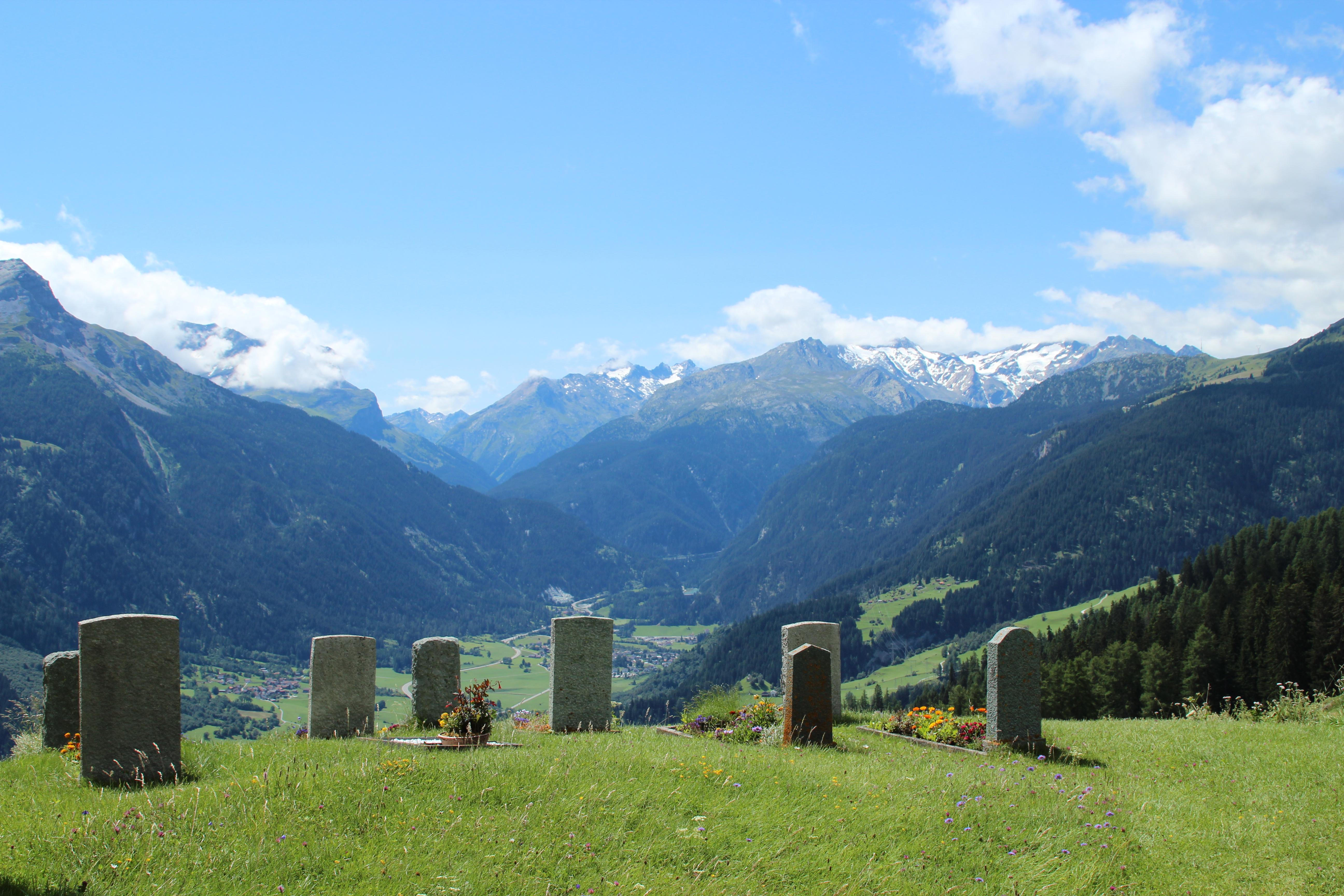
Friedhof; Blick nach Süden
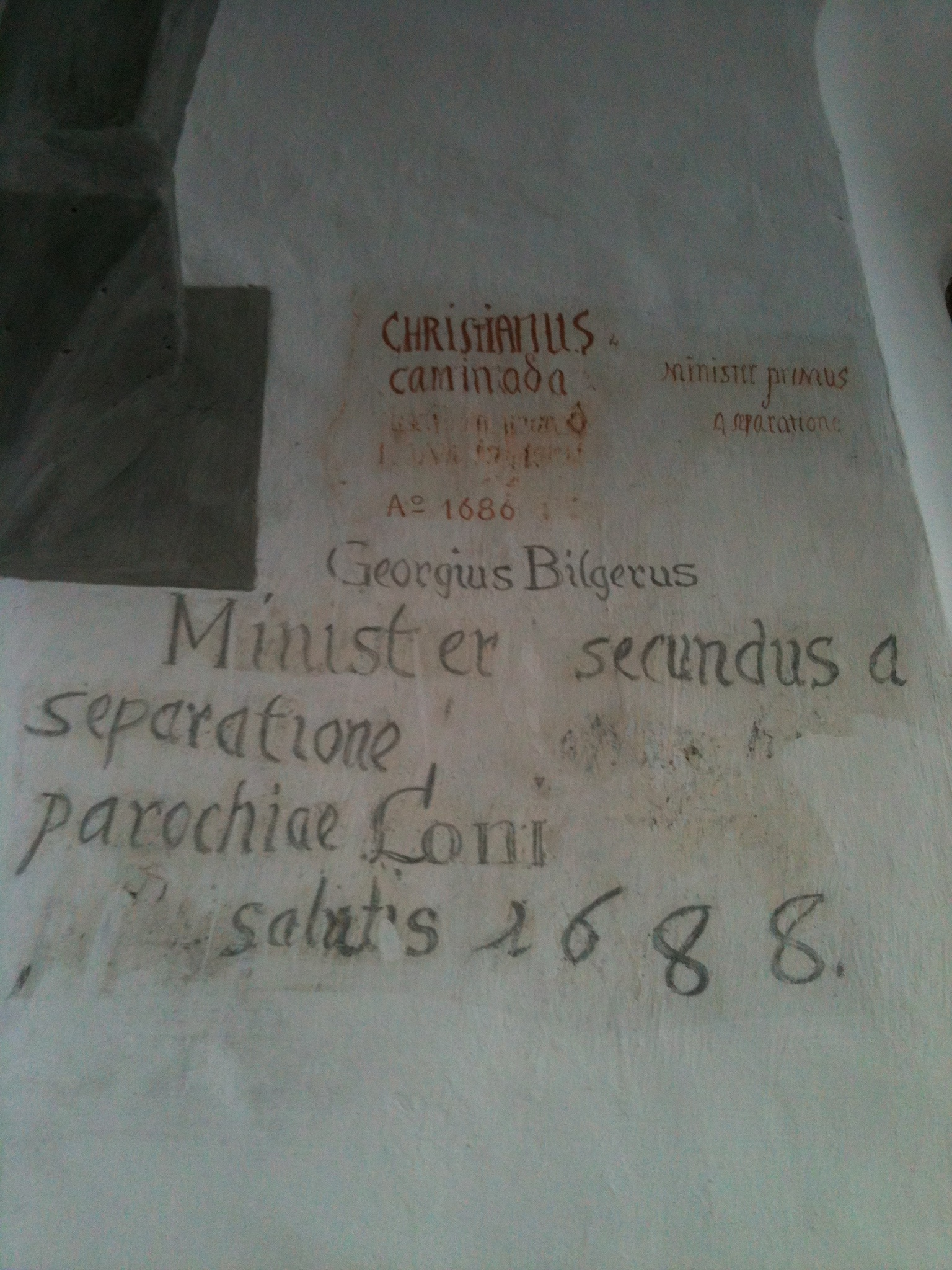
Erwähnung der ersten beiden Pfarrer der Kirchgemeinde Lohn GR nach ihrer Selbständigwerdung